# Antoni Besses i Bonet
Antoni Besses i Bonet (* 5. März 1945 in Barcelona)  ist ein katalanischer Pianist und Komponist. Besses wird zur Katalanischen Pianistenschule gerechnet.

## Leben und Werk
Besses studierte zunächst am Conservatori Municipal de Música de Barcelona bei Joan Gibert, Joaquim Zamacois und Joan Massià. Später absolvierte er Vertiefungsstudien bei Pierre Sancan und Olivier Messiaen in Paris und bei Frederic Gevers in Antwerpen.
Er trat mit einem sehr breiten Repertoire von barocker bis zu zeitgenössischer Musik in ganz Europa auf. Er spezialisierte sich auf Kammermusik und trat oft mit dem Geiger Gonçal Comellas oder dem Cellisten Radu Aldulescu als Duett auf.
Als Komponist sind folgende seiner Klavierwerke bedeutend: Seguit (1972), Música 17 (1974) und Joc de cadires, das auf dem Festival de Música de Barcelona 1980 aufgeführt wurde. Sein Konzert für Klavier und Orchester wurde mit großem Erfolg in Barcelona uraufgeführt. Generell weist Antoni Besses’ Werk Anklänge an das Werk Frederic Mompous auf.
Besses trat auch als Dirigent auf und erhielt 1979 in Antwerpen einen ersten Preis für Dirigat. Seit 1981 wirkte er als Professor am Konservatorium von Barcelona.